# 186 (число)
Вижте пояснителната страница за други значения на 186.
186 (сто осемдесет и шест) е естествено, цяло число, следващо 185 и предхождащо 187.
Сто осемдесет и шест с арабски цифри се записва „186“, а с римски цифри – „CLXXXVI“. Числото 186 е съставено от три цифри от позиционните бройни системи – 1 (едно), 8 (осем), 6 (шест).

## Общи сведения
- 186 е четно число.
- 186-ият ден от годината е 5 юли.
- 186 е година от Новата ера.